# 亀井宏
亀井 宏（かめい ひろし、1934年（昭和9年）5月26日 - ）は、日本のノンフィクション作家、小説家。東京都葛飾区堀切出身。

## 略歴
日中戦争中の1938年9月、父は陸軍伍長として召集された。母子家庭となった一家は母方実家の三重県南牟婁郡五郷村（現・熊野市五郷町）に移住する。1943年初、母は結核より病没、父の再婚ともに、勤務先の福井県福井市、そして再出征より義母方実家の三重県南牟婁郡飛鳥村（現・熊野市飛鳥町）に移り住んだ。1964年、文芸雑誌『新潮』に創作を発表する。1970年、『弱き者は死ね』で第14回小説現代新人賞受賞。
30代の半ば頃から太平洋戦争に関心を抱き、生き残りの人々に戦争の証言を聞くために日本中を回った。1980年、原稿用紙で4千枚の労作『ガダルカナル戦記』で第2回講談社ノンフィクション賞を受けた。
1993年初、一時は糖尿病の合併症より失明の危険があったが食事療法、白内障手術と散歩療法により克服した。

## 著作
ノンフィクション
- 『あゝ軍艦旗 さきもりの歌』（光人社、1974年）
  - 『ミッドウェー戦記』（光人社、1985年） ISBN 4-7698-0143-2 『あゝ軍艦旗』の改題新装版
  - 『ミッドウェー戦記  さきもりの歌』（光人社NF文庫、1995年） ISBN 4-7698-2074-7 上著の文庫版
  - 『ミッドウェー戦記』上下（講談社文庫、2014年）上 ISBN 4062777460、下 ISBN 4062777479
- 『ガダルカナル戦記』1 - 3（光人社、1980年）1 ISBN 4-7698-0144-0、2 ISBN 4-7698-0145-9、3 ISBN 4-7698-0146-7
  - 『ガダルカナル戦記』愛蔵版（光人社、1987年）ISBN 4-7698-0341-9
  - 『ガダルカナル戦記』1 - 3（光人社NF文庫、1994年）1 ISBN 4-7698-2032-1、2 ISBN 4-7698-2043-7、3 ISBN 4-7698-2049-6
  - 『ガダルカナル戦記』1 - 4（講談社文庫、2015年）1 ISBN 406293096X、2 ISBN 4062930978、3 ISBN 4062930986、4 ISBN 4062930994
- 『にっぽんのヒトラー 東条英機  その等身大の生涯と軍国日本』上下（光人社、1981年）上 ISBN 4-7698-0154-8、下 ISBN 4-7698-0155-6
  - 『昭和の天皇と東条英機』（光人社、1988年）ISBN 4-7698-0411-3 『にっぽんのヒトラー 東条英機』の改題新装版
  - 『東条英機』上下（光人社NF文庫、1998年）上 ISBN 4-7698-2194-8、下 ISBN 4-7698-2195-6
- 『ドキュメント 太平洋戦争全史』（講談社、2009年）ISBN 978-4-06-215619-6
  - 『ドキュメント 太平洋戦争全史』上下（講談社文庫、2013年）上 ISBN 4062774747、下 ISBN 4062775093

歴史・時代小説
- 『尾張の宗春』（東洋経済新報社、1995年） ISBN 4-492-06069-3
- 『踊る一遍上人』（東洋経済新報社、1997年） ISBN 4-492-06095-2
- 『真説 猿飛佐助』（講談社、2002年） ISBN 4-06-210947-6
  - 『奔る猿飛佐助 風雲真田城』（廣済堂文庫、2006年） ISBN 4-331-61248-1『真説 猿飛佐助』の改題文庫版

その他
- 『戦時少年ヒロシ 原初の風景』（光人社、1998年） ISBN 4-7698-0869-0 少年時代の自叙伝
- 『糖尿病失明からの生還』（KKベストセラーズ、1997年） ISBN 4-584-15873-8 闘病記
- 『つややかな追憶』（光風社出版、1983年） ISBN 4-87519-502-8
- 『弱き者は死ね』（広済堂出版、1998年） ISBN 4-331-05786-0 表題作ほか4編収録の私小説集